# Prealpino (metropolitana di Brescia)
La stazione di Prealpino è la fermata della metropolitana di Brescia a servizio dell'omonimo quartiere. È il capolinea settentrionale della linea.

## Storia
La stazione fu aggiunta nel 2004 in sede di Valutazione di impatto ambientale (VIA). Nel progetto definitivo presentato dall'ASM nel 2000, infatti, il capolinea era posizionato ai confini con il comune di Concesio al termine del tracciato in viadotto iniziato a Kossuth. Quando si decise di convertire il tracciato su viadotto in trincea coperta, per contenere i costi di costruzione il capolinea fu spostato più a sud, nei pressi del Villaggio Prealpino. L'impianto fu concepito con la possibilità che la metropolitana potesse proseguire a nord in direzione della Val Trompia, com'era nelle intenzioni degli amministratori locali agli inizi degli anni Novanta.
Fu inaugurata il 2 febbraio 2013 alla presenza del Sindaco Adriano Paroli, nell'ambito di una serie di cerimonie in cui le singole fermate della metropolitana furono mostrate al pubblico prima dell'effettivo inizio del servizio metropolitano. Il Sindaco colse anche l'occasione per annunciare pubblicamente l'apertura della linea completa il 2 marzo: due settimane dopo la conclusione del preesercizio, per evitare di far coincidere l'evento con le elezioni politiche del 24-25 febbraio.
All'infrastruttura ferroviaria fu affiancato un parcheggio scambiatore di circa cinquecento posti che, a causa di ritardi nella conclusione dei lavori, fu messo in funzione solo nel mese di maggio 2013.
Nel maggio 2017, dopo circa sei mesi di lavori, furono completate le coperture agli accessi in superficie, aggiungendo due strutture in vetro e acciaio.
Per quanto riguarda l'estensione verso la Val Trompia, il Piano Urbano della Mobilità Sostenibile (PUMS) di Brescia, approvato nel 2018, inserì la possibilità di proseguire in direzione di San Vigilio, a nord di Concesio. Tuttavia, il progetto preliminare del prolungamento triumplino risale al 2001 e rispetta le specifiche del tempo con il tracciato settentrionale ancora in viadotto. Di conseguenza, secondo Federico Manzoni, assessore alle politiche della mobilità del comune di Brescia, nel lungo termine dovrà essere avviata una procedura di riprogettazione complessiva del prolungamento che richiederà la compartecipazione di Concesio e degli enti sovracomunali della comunità montana triumplina e della provincia.
Data l'elevata richiesta di parcheggi, nel 2021 l'amministrazione Del Bono iniziò le procedure per costruire una struttura multipiano da un migliaio di posti che fungesse anche da terminal per le autolinee extraurbane e da nuova sede di Brescia Infrastrutture. I lavori di costruzione iniziarono nel febbraio 2023; la struttura fu parzialmente aperta il 10 settembre dell'anno seguente. 

## Strutture e impianti
L'impianto rispetta le specifiche delle altre fermate di tipo seminterrato della metropolitana bresciana: le due banchine a servizio dei binari di corsa hanno accesso separato con una rampa di scale e una linea di ascensori ciascuna, mentre l'illuminazione delle stesse è naturale, fornita da otto lucernari a forma piramidale.
Come in tutte le altre stazioni della linea, sono presenti le porte di banchina che impediscono ai viaggiatori di accedere ai binari in assenza del treno.

## Interscambi
- Fermata autobus

## Servizi
La stazione dispone di:
- Biglietteria automatica